# NGC 4686
NGC 4686 est une vaste galaxie spirale située dans la constellation de la Grande Ourse. Sa vitesse par rapport au fond diffus cosmologique est de 5 062 ± 18 km/s, ce qui correspond à une distance de Hubble de 74,7 ± 5,2 Mpc (∼244 millions d'al). NGC 4686 a été découverte par l'astronome germano-britannique William Herschel en 1789.
La classe de luminosité de NGC 4686 est I.

## Groupe de NGC 4686
NGC 4686 fait partie d'un groupe de galaxies qui porte son nom. Le groupe de NGC 4686  compte au moins 10 membres. Les autres galaxies du groupe sont NGC 4566, NGC 4644, NGC 4669, NGC 4675, NGC 4695, IC 830, MCG 9-21-32 (NGC 4644B), MCG 9-21-33 et MCG 9-21-34.
Abraham Mahtessian mentionne aussi ce groupe, mais il n'y figure que quatre galaxies, soit NGC 4686 et NGC 4695 et deux galaxies non présentes dans la liste de Garcia, NGC 4646 ainsi que UGC 7905.